# La ricerca della lingua perfetta nella cultura europea

La torre de Babel (1563), Pieter Bruegel the Elder

La ricerca della lingua perfetta nella cultura europea (lit. ‘La recerca de la llengua perfecta en la cultura europea’) és un llibre de 1993 d'⁣Umberto Eco sobre els intents d'elaborar un llenguatge ideal. És un assaig en el qual s'utilitza el mite de Babel com a paradigma per connectar pràctiques lingüístiques i socials. Destaca que la recerca d'una llengua perfecta mai ha estat exempta de motivació ideològica. Eco exposa algunes objeccions a la idea i suggereix que una Llengua Auxiliar Internacional, com l'esperanto, és un projecte més realista. Assenyala que la recerca impossible ha tingut alguns efectes secundaris útils (taxonomia, notacions científiques, etc.), però es concentra sobretot en propostes exòtiques. Conté apartats que estan dedicats a Dante, Llull, Kircher, diversos autors del segle XVII i alguns noms menys coneguts d'època posterior. El projecte contemporani per a una Europa política i culturalment unificada ofereix la perspectiva per a una consideració més seriosa del tema.
El tema del llibre, segons l'autor, és una utopia. És la història dels homes a la recerca de la pedra filosofal a fi d'aconseguir el somni impossible. Se centra en la cerca dels homes per trobar la llengua perfecta, un idioma superior que havia de servir per instaurar una fraternitat universal. La llengua triada ha anat canviat al llarg de la història, des de l'antic Egipte fins a l'inventat esperanto.
Eco es planteja sobre la necessitat d'una llengua vehicular única amb la defensa de les tradicions lingüístiques. Es podria crear una llengua perfecta? Abans de tot, la llengua perfecta ha de ser capaç de traduir qualsevol llengua amb la sintaxi corresponent i el lèxic adaptat a la nova llengua de manera perfecta. Hauria de ser una llengua pura, que pogués expressar subtileses modals amb característiques que altres llengües no posseeixen. Aquesta llengua ideal hauria de ser una llengua d'extraordinària flexibilitat amb una gran capacitat per crear neologismes i temes abstractes. Tanmateix, el fet de ser una llengua tan perfecta condicionaria que altres llengües inferiors no fossin capaces de traduir els termes d'aquesta llengua de manera eficaç, amb la qual cosa Eco aconsella deixar de buscar la llengua perfecta.

## Continguts
1. D'Adam a Confusio Linguarum
2. El pansemiotisme cabalístic
3. El llenguatge perfecte de Dante
4. L'Ars Magna de Ramon Llull
5. La hipòtesi monogenètica i les llengües maternes
6. Cabalisme i lul·lisme a la cultura moderna
7. El llenguatge perfecte de les imatges
8. Llenguatge màgic
9. Poligrafies
10. Llenguatges filosòfics 'a priori'
11. George Dalgarno
12. John Wilkins
13. Francis Lodwick
14. De Leibniz a l'Encyclopédie
15. El llenguatge filosòfic des de la Il·lustració fins a l'actualitat
16. Les llengües auxiliars internacionals
17. Conclusió